# Ryparosa anterides
Ryparosa anterides är en tvåhjärtbladig växtart som beskrevs av B.L.Webber. Ryparosa anterides ingår i släktet Ryparosa och familjen Achariaceae. Inga underarter finns listade i Catalogue of Life.